# Clémence Calvin
Clémence Calvin (ur. 17 maja 1990) – francuska lekkoatletka specjalizująca się w biegach długich. 
W 2006 i 2007 bez powodzenia startowała na mistrzostwach Europy w przełajach. W 2009 zajęła 9. miejsce w biegu na 3000 metrów podczas juniorskich mistrzostw Europy w Nowym Sadzie. Czwarta zawodniczka młodzieżowych mistrzostw Starego Kontynentu w biegu na 5000 metrów (2011). W tym samym roku zajęła 8. miejsce na mistrzostwach Europy w biegach przełajowych. W 2012 ponownie wystartowała na europejskich mistrzostwach w przełajach, zdobywając wówczas brązowy medal w biegu młodzieżowców. Rok później, na tej samej imprezie, sięgnęła po srebrny medal w drużynie seniorek. W 2014 została wicemistrzynią Europy w biegu na 10 000 metrów.
Złota medalistka mistrzostw Francji.

## Osiągnięcia
| Rok  | Impreza                                   | Miejsce      | Konkurencja           | Pozycja     | Wynik    |
| ---- | ----------------------------------------- | ------------ | --------------------- | ----------- | -------- |
| 2006 | Mistrzostwa Europy w biegach przełajowych | San Giorgio  | bieg juniorek         | 29. miejsce | 13:47    |
| 2007 | Olimpijski Festiwal Młodzieży Europy      | Belgrad      | bieg na 3000 metrów   | 5. miejsce  | 9:48,61  |
| 2007 | Mistrzostwa Europy w biegach przełajowych | Toro         | bieg juniorek         | 28. miejsce | 15:01    |
| 2009 | Mistrzostwa świata w biegach przełajowych | Amman        | bieg juniorek         | 28. miejsce | 22:01    |
| 2009 | Mistrzostwa Europy juniorów               | Nowy Sad     | bieg na 3000 metrów   | 9. miejsce  | 9:39,75  |
| 2009 | Mistrzostwa Europy w biegach przełajowych | Dublin       | bieg juniorek         | 38. miejsce | 15:18    |
| 2010 | Mistrzostwa Europy w biegach przełajowych | Albufeira    | bieg młodzieżowców    | 13. miejsce | 20:50    |
| 2011 | Mistrzostwa świata w biegach przełajowych | Punta Umbría | bieg seniorek         | 70. miejsce | 28:01    |
| 2011 | Młodzieżowe mistrzostwa Europy            | Ostrawa      | bieg na 5000 metrów   | 4. miejsce  | 16:02,07 |
| 2011 | Mistrzostwa Europy w biegach przełajowych | Velenje      | bieg młodzieżowców    | 8. miejsce  | 20:16    |
| 2012 | Mistrzostwa Europy w biegach przełajowych | Budapeszt    | bieg młodzieżowców    | 3. miejsce  | 20:52    |
| 2013 | Mistrzostwa świata w biegach przełajowych | Bydgoszcz    | bieg seniorek         | 45. miejsce | 26:03    |
| 2013 | Mistrzostwa Europy w biegach przełajowych | Belgrad      | bieg seniorek         | 12. miejsce | 27:25    |
| 2013 | Mistrzostwa Europy w biegach przełajowych | Belgrad      | drużyna seniorek      | 2. miejsce  |          |
| 2014 | Mistrzostwa Europy                        | Zurych       | bieg na 10 000 metrów | 2. miejsce  | 32:23,58 |
| 2014 | Puchar interkontynentalny                 | Marrakesz    | bieg na 5000 metrów   | 5. miejsce  | 16:03,31 |
| 2015 | Superliga drużynowych mistrzostw Europy   | Czeboksary   | bieg na 3000 metrów   | 6. miejsce  | 9:26,18  |
| 2015 | Superliga drużynowych mistrzostw Europy   | Czeboksary   | bieg na 5000 metrów   | 3. miejsce  | 15:53,28 |
| 2015 | Mistrzostwa Europy w biegach przełajowych | Hyères       | bieg seniorek         | 7. miejsce  | 26:17    |
| 2015 | Mistrzostwa Europy w biegach przełajowych | Hyères       | drużyna seniorek      | 2. miejsce  |          |

## Rekordy życiowe
- Bieg na 3000 metrów (stadion) – 8:53,20 (2014)
- Bieg na 3000 metrów (hala) – 9:14,30 (2013)
- Bieg na 5000 metrów – 15:12,83 (2014)
- Bieg na 10 000 metrów – 31:52,86 (2014)
- Bieg na 3000 metrów z przeszkodami – 10:30,20 (2012)